# 간호학
간호학(看護學, 영어: nursing) 또는 간호과학(看護科學, 영어: nursing science)은 간호의 이론 및 실무에 대하여 연구하는 학문이다. 여기서 말하는 간호란 인간이 건강을 유지·증진하고 질병을 예방하거나 질병으로부터 회복할 수 있도록 돕는 행위를 뜻한다. 과거 간호는 여성의 전유물로 여겨졌고, 간호학과 학생이 여성이기도 하지만 최근에는 남성의 진출도 크게 늘어 전체의 10% 정도 육박한다.

## 간호학의 종류
- 간호학개론
- 간호사정
- 간호과정
- 기본간호학
- 성인간호학
- 노인간호학
- 아동간호학
- 여성건강간호학
- 정신간호학
- 지역사회간호학
- 보건간호학
- 간호사회학
- 간호행정학
- 응급간호학
- 한방간호학
- 종양간호학
- 신생아간호학
- 다문화간호학

## 간호학 관련 학문

### 의학
- 해부학
- 미생물학
- 생리학
- 병리학
- 약리학
- 생화학

### 사회복지학
- 의사소통론
- 자원봉사론
- 사회복지학개론
- 사회복지학
- 인간관계와 윤리

### 심리학
- 심리학
- 교육심리학

### 철학
- 윤리학
- 철학 개론

### 보건학
- 공중보건학
- 보건교육학
- 보건기록학
- 보건행정학

### 교육학
보건교사 자격을 취득하기 위한 교직이수 시 필요하다.
- 교육학개론
- 교육심리학
- 교육사회학
- 교육철학 및 교육사
- 교육평가 및 교육과정
- 교육방법 및 교육공학
- 교육행정 및 교육경영
- 특수교육학
- 교직실무